# Irving Bibo
Pour les articles homonymes, voir Bibo (homonymie).
 (septembre 2017).
Si vous disposez d'ouvrages ou d'articles de référence ou si vous connaissez des sites web de qualité traitant du thème abordé ici, merci de compléter l'article en donnant les références utiles à sa vérifiabilité et en les liant à la section « Notes et références ».

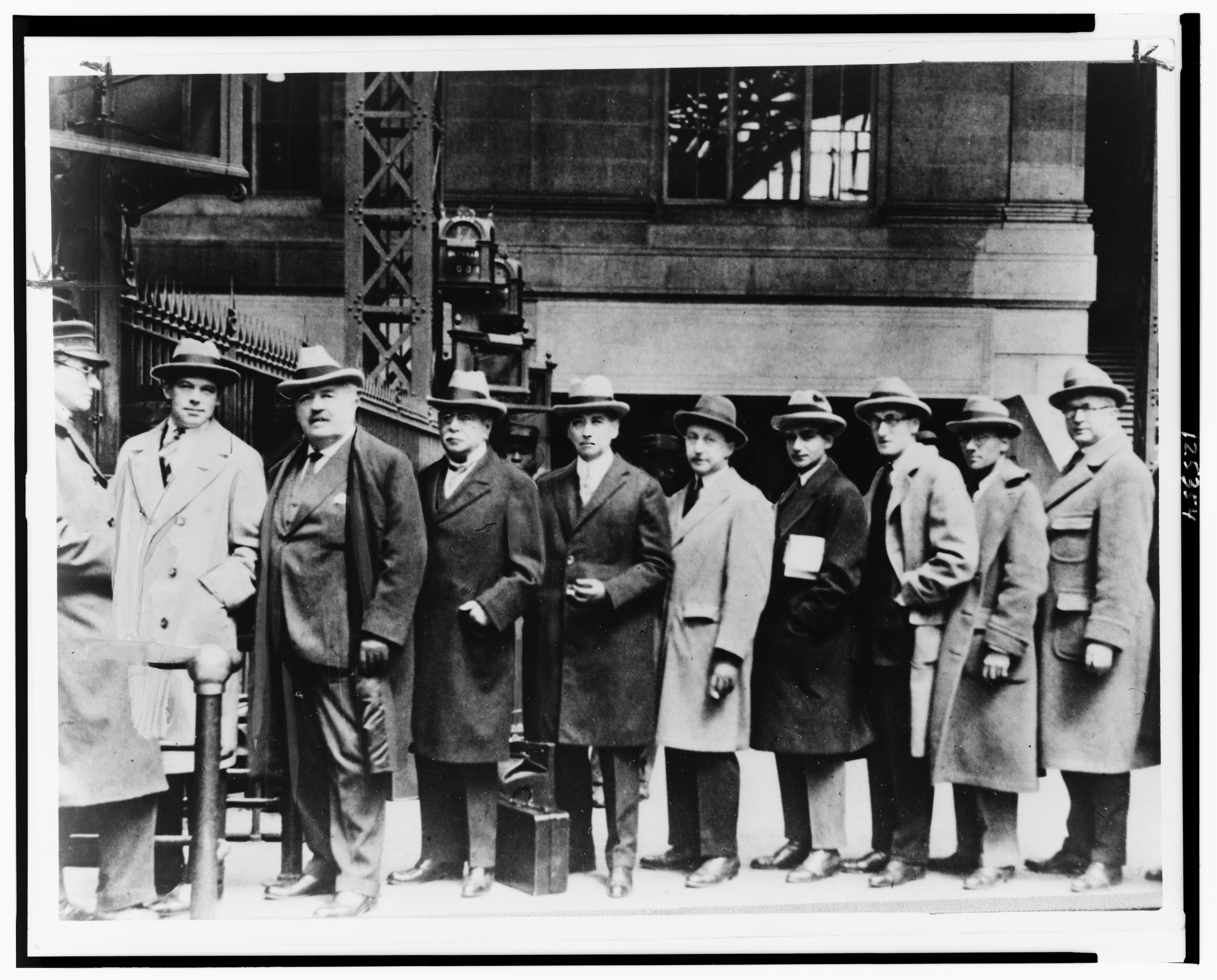

Irving Bibo est un compositeur de chansons américain (22 août 1889 - 2 mai 1962), auteur de plusieurs chansons entendues dans les spectacles des Ziegfeld Follies durant les années 1920 ; parmi elles, notons Huggable, Kissable You, Forever and a Day et Cherie.